# Joaquín Riascos
Manuel Joaquín de Santa Isabel Riascos García (La Chorrera, departamento de Panamá, 19 de noviembre de 1833-San Juan del Cesar, 8 de agosto de 1875) fue un militar y estadista colombiano.
Ocupó la presidencia de la república entre el 12 de mayo y el 28 de junio de 1867, ante la ausencia del titular Tomás Cipriano de Mosquera, que fue derrocado en un golpe de Estado dirigido por el general Santos Acosta.

## Biografía

### Inicios
Durante la primera infancia, Manuel Joaquín de Santa Isabel Riascos García se trasladó con su familia primero a Cartagena y después a Santa Marta. Su vida transcurrió en Santa Marta y la Villa de la Ciénaga, entre labores agrícolas y comerciales. Su sobrino y biógrafo, el padre Pedro María Revollo relata: 

"Joven contrajo matrimonio con doña Concepción Jimeno, hija de don José Jimeno y doña Catalina Munive, apreciable dama de la mejor sociedad pero más apreciable por las cualidades morales que la hicieron una mujer amable y fuerte, en el sentido elevado de la Sagrada Escritura. Fue su cooperadora en el trabajo, por lo cual pudo conservar una buena finca agrícola adquirida por su esposo en compañía del hermano mayor de éste, Lázaro María Riascos. En la revolución de 1860 hizo sus primeras armas con el coronel González, luego tomó parte en el célebre combate en que se asedió, durante 21 días, a Santa Marta -noviembre a diciembre de 1861-".

### Carrera militar
Al terminar el relato de este largo combate, agrega el historiador Alarcón estas palabras: "Pronto se empezó a sentir en Santa Marta el desarrollo y frecuencia de un delito desvergonzado y escandaloso: el peculado. Eso montó en cólera al coronel Riascos, cuya honradez era su mayor timbre, y sin pedir orden a nadie puso una guardia en la Aduana para que no salieran mercancías subrepticia o ilícitamente".
Después de esta campaña victoriosa, fue ascendido a general; si afortunado fue en ella, no lo fue en la siguiente, sobre el Estado de Antioquia, en que tomó parte como jefe de una brigada compuesta de tres batallones. Resultado desastroso fue el de esta campaña, pues el ejército liberal quedó derrotado en Santo Domingo, por el conservador, comandado por el general Braulio Henao -14 de enero de 1862-. Riascos cayó prisionero y soportó once meses de prisión en Medellín.
Comenzó entonces la serie de revoluciones en los Estados, que azotaron año tras año al país, y que dieron a la época aquella el sobrenombre de la "anarquía organizada". Así fue como el general Riascos se encontró a la cabeza de un ejército en 1864, para apoyar a la gente honrada y de valía, que resolvió contener los excesos y crímenes del gobierno del Estado Soberano del Magdalena y derribar a su presidente general José María Louis Herrera.
Terminó su campaña con un rasgo de su hombría, de su desprendimiento y de su pundonor, que lo enalteció: el 9 de diciembre, desde el Valle de Upar, envió al presidente provisional del Estado Soberano del Magdalena, Joaquín M. Vengoechea, su renuncia del mando de las fuerzas y volvió tranquilo a su hogar, sin el reato de algún delito que cometiera o permitiera cometer a sus tropas. Ese era su carácter, era su honra».

## Presidencia (1867)

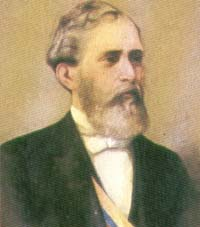
Retrato presidencial de Riascos

Diputado y presidente del Estado Soberano del Magdalena, senador y representante en varias ocasiones, el 24 de abril de 1867 el general Riascos se encargó de la presidencia del Estado de Magdalena, al tiempo que se desempeñaba como tercer designado a la Presidencia de la República.
Cinco días después, el 29 de abril, el general Tomás Cipriano de Mosquera decretó la disolución del Congreso Nacional y se declaró en ejercicio supremo de la autoridad. «Dicha noticia -dice Ignacio Arizmendi Posada, en Presidentes de Colombia- llega a Santa Marta días después, y al conocerla el general Riascos, sin mayores detalles, desconoce la decisión tomada por Mosquera y se erige en presidente provisional, a la luz de su condición de tercer designado, el 12 de mayo.
Con todo, el 23 del mismo mes asume el mando de la Nación el general Santos Acosta, segundo designado, en ausencia del primero, Santos Gutiérrez, pero Riascos -por las dificultades de comunicación propias de la época continúa como mandatario provisional al no enterarse del golpe contra Mosquera dirigido por Acosta.
Sabe del mismo en junio, y el 28 de este mes cesa en la posesión de las funciones ejecutivas al reconocer en Santos Acosta al legítimo mandatario. Luego, dentro de la fiesta antimosquerista que siguió en el país, el Congreso de la República reconoce como constitucionales los 47 días en que Riascos se consideró presidente. La ley 15 de 1868 así lo dispuso, por lo cual puede afirmarse que durante 36 días hubo dos presidentes constitucionales en el país, Riascos y Santos Acosta, un caso único en la historia política de Colombia.

## Postpresidencia
Cuando terminó su período como presidente del Estado de Magdalena, en 1867, el general Riascos se retiró a Ciénaga y se dedicó a sus negocios particulares. «En el año nefasto de 1875 -dice su biógrafo, el padre Revollo- en medio de una gran tempestad política, se encargó una vez más de la presidencia del Magdalena como primer designado; llamó entonces a las autoridades de provincia y a los amigos, a la unión; pero este llamamiento fue mal interpretado y resultó vano».
El general Riascos murió violentamente en el combate de San Juan del Cesar, el 8 de agosto de 1875 a los 42 años, defendiendo las aspiraciones presidenciales de su comandante, el liberal Rafael Núñez, contra el gobierno de su copartidario Santiago Pérez.

## Familia
Joaquín Riascos García era hijo de Joaquín Riascos y de Paulina García y Mayorca. Sus hermanos eran Lázaro, Ana y Rosa Riascos García. Su hermana Rosa contrajo nupcias con José María Campo Serrano, quien es considerado el primer presidente de la República de Colombia.
Sobrino suyo fue Joaquín Campo Riascos, quien en segundas nupcias contrajo matrimonio con Ana María Caro de Narváez, hermana del banquero Julio Caro, hija del expresidente Miguel Antonio Caro y Ana de Narváez, sobrina de Margarita Caro (casada con Carlos Holguín, y cuñada de Jorge Holguín), prima de Hernando, Margarita, Álvaro y Clemencia Holguín y Caro; y nieta de José Eusebio Caro, fundador del Partido Conservador Colombiano.
Joaquín contrajo matrimonio con Concepción Jimeno Munive, con quien tuvo a sus dos hijosː José y Joaquín Riascos Campo.